# Touchwood n.º 248
Touchwood n.º 248 es un municipio rural canadiense situado en la provincia de Saskatchewan.

## Superficie
Touchwood n.º 248 tiene una superficie de 684,57 km².

## Demografía
En 2021, tenía 373 habitantes, una densidad poblacional de 0,5 hab./km², y 158 viviendas.